# 繁缕状龙胆
繁缕状龙胆（学名：Gentiana alsinoides）为龙胆科龙胆属下的一个种。

## 扩展阅读
- 維基物種上的相關：繁缕状龙胆